# EHC Red Bull München
EHC Red Bull München (celým názvem: Eishockeyclub Red Bull München GmbH) je německý klub ledního hokeje, který sídlí v mnichovském městském obvodu Milbertshofen-Am Hart. Založen byl v roce 1998 pod názvem Eishockeyclub HC München 98. V roce 2010 postoupil poprvé v historii do německé nejvyšší soutěže. Před sezónou 2011/12 vstoupila majetkově do klubu rakouská firma Red Bull GmbH, s čímž souvisela i následná změna názvu na EHC Red Bull. Po této silné finanční injekci se stal klub jedním z předních německým celků v ledním hokeji. Na svém kontě má tři německé tituly ze sezón 2015/16, 2016/17 a 2017/18. Od sezóny 2010/11 působí v Deutsche Eishockey Lize, německé nejvyšší soutěži ledního hokeje. Klubové barvy jsou modrá, červená a bílá.
Své domácí zápasy odehrává v hale Olympia-Eissportzentrum s kapacitou 6 262 diváků.

## Historické názvy
Zdroj:
- 1998 – EHC HC München 98 (Eishockeyclub HC München 98)
- 2004 – EHC München (Eishockeyclub München Spielbetriebs GmbH)
- 2012 – EHC Red Bull München (Eishockeyclub Red Bull München GmbH)

## Získané trofeje
- Meisterschaft / Bundesliga / DEL ( 3× )
  - 2015/16, 2016/17, 2017/18
- Deutscher Eishockeypokal ( 1× )
  - 2009/10

## Přehled ligové účasti
Stručný přehled
Zdroj:
- 1998–1999: Eishockey-Bezirksliga Bayern (6. ligová úroveň v Německu)
- 1999–2000: Eishockey-Landesliga Bayern (5. ligová úroveň v Německu)
- 2000–2002: Eishockey-Bayernliga (5. ligová úroveň v Německu)
- 2002–2003: Eishockey-Bayernliga (4. ligová úroveň v Německu)
- 2003–2005: Eishockey-Oberliga (3. ligová úroveň v Německu)
- 2005–2010: 2. Eishockey-Bundesliga (2. ligová úroveň v Německu)
- 2010– : Deutsche Eishockey Liga (1. ligová úroveň v Německu)

Jednotlivé ročníky
Zdroj:
Legenda: ZČ - základní část, červené podbarvení - sestup, zelené podbarvení - postup, fialové podbarvení - reorganizace, změna skupiny či soutěže
| Německo (1998 – ) |                         |           |                  |                                                                                   |                                                                                   |                                                                                   |
| Sezóny            | Soutěž                  | Úroveň    | ZČ               | Play-off                                                                          | Poznámky                                                                          |                                                                                   |
| 1998/99           | Bezirksliga Bayern      | 6. úroveň | 1. místo         | Vítěz                                                                             | Postup                                                                            |                                                                                   |
| 1999/00           | Landesliga Bayern       | 5. úroveň | 2. místo         | Vítěz                                                                             | Reorganizace                                                                      |                                                                                   |
| 2000/01           | Bayernliga              | 5. úroveň | 5. místo         | Finále                                                                            |                                                                                   |                                                                                   |
| 2001/02           | Bayernliga              | 5. úroveň | 5. místo         | Vítěz                                                                             | Reorganizace                                                                      |                                                                                   |
| 2002/03           | Bayernliga West         | 4. úroveň | 2. místo         | Vítěz                                                                             | Postup                                                                            |                                                                                   |
| 2003/04           | Oberliga Südwest        | 3. úroveň | 2. místo         | Semifinále                                                                        |                                                                                   |                                                                                   |
| 2004/05           | Oberliga Südwest        | 3. úroveň | 2. místo         | Finále                                                                            | Postup                                                                            |                                                                                   |
| 2005/06           | 2. Bundesliga           | 2. úroveň | 11. místo        | Skupina o udržení (1. místo)                                                      |                                                                                   |                                                                                   |
| 2006/07           | 2. Bundesliga           | 2. úroveň | 6. místo         | Semifinále                                                                        |                                                                                   |                                                                                   |
| 2007/08           | 2. Bundesliga           | 2. úroveň | 9. místo         |                                                                                   |                                                                                   |                                                                                   |
| 2008/09           | 2. Bundesliga           | 2. úroveň | 3. místo         | Finále                                                                            |                                                                                   |                                                                                   |
| 2009/10           | 2. Bundesliga           | 2. úroveň | 2. místo         | Vítěz                                                                             | Postup                                                                            |                                                                                   |
| 2010/11           | Deutsche Eishockey Liga | 1. úroveň | 8. místo         | Předkolo Prohra s Kölner Haie 0 : 2                                               |                                                                                   |                                                                                   |
| 2011/12           | Deutsche Eishockey Liga | 1. úroveň | 11. místo        | Ne                                                                                |                                                                                   |                                                                                   |
| 2012/13           | Deutsche Eishockey Liga | 1. úroveň | 12. místo        | Ne                                                                                |                                                                                   |                                                                                   |
| 2013/14           | Deutsche Eishockey Liga | 1. úroveň | 7. místo         | Předkolo Prohra s Iserlohn Roosters 1 : 2                                         |                                                                                   |                                                                                   |
| 2014/15           | Deutsche Eishockey Liga | 1. úroveň | Stříbrná medaile | Čtvrtfinále Prohra s Grizzlys Wolfsburg 0 : 4                                     |                                                                                   |                                                                                   |
| 2015/16           | Deutsche Eishockey Liga | 1. úroveň | Zlatá medaile    | Finále Výhra s Grizzlys Wolfsburg 4 : 0                                           |                                                                                   |                                                                                   |
| 2016/17           | Deutsche Eishockey Liga | 1. úroveň | Zlatá medaile    | Finále Výhra s Grizzlys Wolfsburg 4 : 1                                           |                                                                                   |                                                                                   |
| 2017/18           | Deutsche Eishockey Liga | 1. úroveň | Zlatá medaile    | Finále Výhra s Eisbären Berlín 4 : 3                                              |                                                                                   |                                                                                   |
| 2018/19           | Deutsche Eishockey Liga | 1. úroveň | Stříbrná medaile | Finále Prohra s Adler Mannheim 1 : 4                                              |                                                                                   |                                                                                   |
| 2019/20           | Deutsche Eishockey Liga | 1. úroveň | Zlatá medaile    | Ročník zrušen po odehrání základní části z důvodu epidemie koronaviru SARS-CoV-2. | Ročník zrušen po odehrání základní části z důvodu epidemie koronaviru SARS-CoV-2. | Ročník zrušen po odehrání základní části z důvodu epidemie koronaviru SARS-CoV-2. |
| 2020/21           | Deutsche Eishockey Liga | 1. úroveň |                  | Čtvrtfinále Prohra s ERC Ingolstadt 0 : 2                                         |                                                                                   |                                                                                   |
| 2021/22           | Deutsche Eishockey Liga | 1. úroveň | Stříbrná medaile | Finále Prohra s Eisbären Berlín 1 : 3                                             |                                                                                   |                                                                                   |
| 2022/23           | Deutsche Eishockey Liga | 1. úroveň | Zlatá medaile    | Finále Výhra s ERC Ingolstadt 4 : 1                                               |                                                                                   |                                                                                   |
| 2023/24           | Deutsche Eishockey Liga | 1. úroveň | 5. místo         | Semifinále Prohra s Fischtown Pinguins 1 : 4                                      |                                                                                   |                                                                                   |

## Účast v mezinárodních pohárech
Zdroj:
Legenda: SP - Spenglerův pohár, EHP - Evropský hokejový pohár, EHL - Evropská hokejová liga, SSix - Super six, IIHFSup - IIHF Superpohár, VC - Victoria Cup, HLMI - Hokejová liga mistrů IIHF, ET - European Trophy, HLM - Hokejová Liga mistrů, KP – Kontinentální pohár
- HLM 2015/2016 – Šestnáctifinále
- HLM 2016/2017 – Šestnáctifinále
- HLM 2017/2018 – osmifinále prohra s SC Bern
- HLM 2018/2019 – finále prohra s Frölunda HC
- HLM 2019/2020 – čtvrtfinále prohra s Djurgårdens IF Hockey